# جایزه انجمن ملی فیلم تایلند
جایزه انجمن ملی فیلم تایلند (تایلندی: รางวัลภาพยนตร์แห่งชาติ สุพรรณหงส์) که با عناوین «جایزهٔ سوپاناهونگ» (Supannahong Awards) یا «قوی زرین» (تایلندی: รางวัลสุพรรณหงส์ทองคำ) هم شناخته می‌شود، نام یک جایزهٔ سینمایی در کشور تایلند است که همه‌ساله توسط «مجمع ملی فیلم تایلند» برگزار می‌شود.
تندیس این جایزه، یک قوی زرین است که در تایلند، نمادی سلطنتی و مذهبی به شمار می‌آید.